# BIG6 European Football League 2014
La BIG6 European Football League 2014 è stata la prima edizione dell'omonimo torneo di football americano. Avendo mantenuto la proprietà del termine "Eurobowl", la sua finale è stata denominata Eurobowl XXVIII.
Ha avuto inizio il 12 aprile e si è conclusa il 19 luglio con la finale di Berlino vinta per 20-17 dai tedeschi Berlin Adler sui connazionali New Yorker Lions.

## Squadre partecipanti
| Club             | Città           | Stadio                          | Sponsor ufficiale | Risultato nella stagione 2013                 |
| ---------------- | --------------- | ------------------------------- | ----------------- | --------------------------------------------- |
| Berlin Adler     | Berlino         | Friedrich-Ludwig-Jahn-Sportpark |                   | Semifinalisti EFL; semifinalisti GFL          |
| Calanda Broncos  | Landquart/Coira | Sportplatz Ringstrasse          |                   | Semifinalisti EFL; campioni di Svizzera       |
| Dresden Monarchs | Dresda          | Glücksgas-Stadion               |                   | Vicecampioni di Germania                      |
| New Yorker Lions | Braunschweig    | Eintracht-Stadion               |                   | Campioni di Germania                          |
| Tirol Raiders    | Innsbruck       | Tivoli-Neu Stadion              | Swarco            | Vicecampioni d'Europa; vicecampioni d'Austria |
| Vienna Vikings   | Vienna          | Hohe Warte Stadion              | Raiffeisen        | Campioni d'Europa; campioni d'Austria         |

## Stagione regolare

### Calendario

#### 1ª giornata
| Coira 12 aprile 2014, ore 15:00 | Calanda Broncos | 17 – 40 (0-23 10-0 7-17 0-0) referto | Tirol Raiders | Sportplatz Ringstrasse (910 spett.) |

#### 2ª giornata
| Dresda 3 maggio 2014, ore 16:00 | Dresden Monarchs | 10 – 17 (3-0 0-0 7-10 0-7) referto | New Yorker Lions | Glücksgas-Stadion (6217 spett.) |

#### 3ª giornata
| Braunschweig 17 maggio 2014, ore 19:00 | New Yorker Lions | 13 – 14 (0-7 0-0 7-0 6-7) referto | Vienna Vikings | Eintracht-Stadion (4000 spett.) |

| Berlino 17 maggio 2014, ore 15:00 | Berlin Adler | 42 – 20 (13-6 15-0 7-0 7-14) referto | Calanda Broncos | Friedrich-Ludwig-Jahn-Sportpark (5000 spett.) |

#### 4ª giornata
| Vienna 15 giugno 2014, ore 15:00 | Vienna Vikings | 35 – 41 (0-7 21-14 7-8 7-12) referto | Dresden Monarchs | Hohe Warte Stadion (2500 spett.) |

| Innsbruck 15 giugno 2014, ore 20:00 | Tirol Raiders | 10 – 18 (3-3 0-0 7-8 0-7) referto | Berlin Adler | Tivoli-Neu Stadion (5822 spett.) |

### Classifica
La classifica della regular season è la seguente:
- PCT = percentuale di vittorie, G = partite giocate, V = partite vinte, P = partite perse, PF = punti fatti, PS = punti subiti
- La qualificazione all'Eurobowl è indicata in verde

#### Girone A
| Pos. | Squadra          | PCT   | G | V | P | PF | PS |
| ---- | ---------------- | ----- | - | - | - | -- | -- |
| 1    | New Yorker Lions | 0.500 | 2 | 1 | 1 | 30 | 24 |
| 2    | Dresden Monarchs | 0.500 | 2 | 1 | 1 | 51 | 52 |
| 3    | Vienna Vikings   | 0.500 | 2 | 1 | 1 | 49 | 54 |

#### Girone B
| Pos. | Squadra         | PCT   | G | V | P | PF | PS |
| ---- | --------------- | ----- | - | - | - | -- | -- |
| 1    | Berlin Adler    | 1.000 | 2 | 2 | 0 | 60 | 30 |
| 2    | Tirol Raiders   | 0.500 | 2 | 1 | 1 | 50 | 35 |
| 3    | Calanda Broncos | 0.000 | 2 | 0 | 2 | 37 | 82 |

## Eurobowl XXVIII
| Berlino 19 luglio 2014, ore 14:00 | New Yorker Lions | 17 – 20 (7-7 3-3 0-7 7-3) referto | Berlin Adler | Friedrich-Ludwig-Jahn-Sportpark (2368 spett.)\| Arbitro: \| Bojan Savicevic \| |
| Arbitro:                          | Bojan Savicevic  |                                   |              |                                                                                |

## Verdetti
- Berlin Adler Vincitori dell'Eurobowl XXVIII